# 21010 Kishon
21010 Kishon este un asteroid din centura principală de asteroizi.

## Descriere
21010 Kishon este un asteroid din centura principală de asteroizi. A fost descoperit pe 13 august 1988 la Tautenburg de Freimut Börngen. El prezintă o orbită caracterizată de o semiaxă mare de 2,25 ua, o excentricitate de 0,22 și o înclinație de 7,2° în raport cu ecliptica.